# Leigh Christian
Leigh Christian (* 25. Oktober 1945 in Pittsburgh, Pennsylvania, Vereinigte Staaten) ist eine US-amerikanische Schauspielerin, die vor allem durch ihre Rollen in Das Kommando der Frauen (1973) und Beyond Atlantis (1973) sowie durch zahlreiche Gastauftritte in Fernsehserien wie Zeit der Sehnsucht (1971), Hawaii Fünf-Null (1971), Owen Marshall – Strafverteidiger (1973), Barnaby Jones (1975 – 1976) Der Sechs-Millionen-Dollar-Mann (1975 – 1978), Matt Houston (1983), T. J. Hooker (1985) und Ein Colt für alle Fälle (1986) bekannt ist.

## Leben und Karriere

### Frühe Jahre
Leigh Christian wurde 1945 als älteste von sechs Töchtern von Dorothy Mae Close in Pittsburgh, Pennsylvania geboren. Sie schloss mit Auszeichnung die High School ab, setzte ihre Ausbildung fort und verfügt nun über einen „Associate Degree“ in Geisteswissenschaften vom Santa Monica College. Christians Interesse an der Psychologie und der körperlichen Gesundheit führte später dazu, dass sie sich in diesen Bereichen weiterbildete, indem sie Zertifikate als Sporternährungsberaterin und Fitnesstrainerin erwarb, Techniken der pädagogischen Kinesiologie erlernte und Aromatherapie und Physiotherapie praktizierte.

### Beginn der Karriere
Christian begann ihre Unterhaltungskarriere in Kansas City, Missouri, wo sie zwei Werbespots drehte, die sie für eine SAG-Karte qualifizierten, als sie 1968 nach Hollywood zog. Während ihrer gesamten Karriere drehte sie weiterhin Werbespots und erreichte so eine Anzahl von über 100 solcher Dreharbeiten.

### Film- und Fernsehkarriere
Ihre erste Rolle spielte Christian 1969 in einer Folge der Fernsehserie Bracken’s World in der Rolle der „Barbara“. 1971 spielte sie in dem Film Die Liebesmaschine einen im Abspann ungenannten Part eines Models. Sie erhielt zahlreiche weitere Gastauftritte in Fernsehserien, bis sie 1973 in Das Kommando der Frauen als „Sharon O’Connor“ eine ihrer berühmtesten Filmrollen mimte. Im selben Jahr erhielt Christian die Hauptrolle der „Syrene“ in Beyond Atlantis, ihrem bis heute bekanntesten Film. Sie setzte ihre Karriere mit Gastauftritten in weiteren Fernsehserien fort, bis sie 1987 ihre letzte Rolle in der Fernsehserie Hunter spielte. Ihre Leistungen umfassen mehr als 25 Fernseh- und fast 10 Filmauftritte.

### Privatleben
Im Dezember des Jahres 1977 heiratete Christian den gebürtigen Franzosen Norbert Aleman, den Produzenten von Crazy Girls La Cage at the Riviera, Las Vegas, zog mit ihm nach Las Vegas und brachte 1978 den gemeinsamen Sohn Tao-by Aleman zur Welt. 1983 beendete sie die Ehe und stieg in die Geschäftswelt ein. Im Jahr 2008 ging sie für kurze Zeit in den Ruhestand, kehrte jedoch 2012 nach Los Angeles zurück, um ihre Schauspielkarriere fortzusetzen.

## Filmografie
- 1969: Bracken’s World (Fernsehserie, 1 Folge)
- 1971: Die Liebesmaschine
- 1971: Zeit der Sehnsucht (Fernsehserie, 2 Folgen)
- 1971: Hawaii Fünf-Null (Fernsehserie, 1 Folge)
- 1971: The D.A. (Fernsehserie, 1 Folge)
- 1971–1972: Dr. med. Marcus Welby (Fernsehserie, 2 Folgen)
- 1972: Wo alle Wege enden (Fernsehserie, 1 Folge)
- 1973: Big Boy – Der aus dem Dschungel kam
- 1973: Das Kommando der Frauen
- 1973: Beyond Atlantis
- 1973: Griff (Fernsehserie, 1 Folge)
- 1973: Owen Marshall – Strafverteidiger (Fernsehserie, 1 Folge)
- 1973: Cannon (Fernsehserie, 1 Folge)
- 1973: Der Sechs-Millionen-Dollar-Mann (Fernsehfilm)
- 1973: Chase (Fernsehserie, 1 Folge)
- 1973: Ein Sheriff in New York (Fernsehserie, 1 Folge)
- 1974: Toma (Fernsehserie, 1 Folge)
- 1974: Starsky und Hutch (Fernsehserie, 1 Folge)
- 1974–1975: Notruf California (Fernsehserie, 2 Folgen)
- 1975: The Ghost Busters (Fernsehserie, 1 Folge)
- 1975–1976: Barnaby Jones (Fernsehserie, 2 Folgen)
- 1975–1978: Der Sechs-Millionen-Dollar-Mann (Fernsehserie, 2 Folgen)
- 1976: Bumpers Revier (Fernsehserie, 1 Folge)
- 1977: Delta County, U.S.A. (Fernsehfilm)
- 1978: Sword of Justice (Fernsehserie, 1 Folge)
- 1979: Detektiv Rockford – Anruf genügt (Fernsehserie, 2 Folgen)
- 1979: Die liebestollen Stewardessen (Fernsehserie, 1 Folge)
- 1981: Vegas (Fernsehserie, 2 Folgen)
- 1982: Butterfly – Der blonde Schmetterling (Butterfly)
- 1982: And They Are Off
- 1983: CHiPs (Fernsehserie, 1 Folge)
- 1983: Intimate Agony (Fernsehfilm)
- 1983: Matt Houston (Fernsehserie, 1 Folge)
- 1984: Jessie (Fernsehserie, 1 Folge)
- 1985: T. J. Hooker (Fernsehserie, 1 Folge)
- 1986: Ein Colt für alle Fälle (Fernsehserie, 1 Folge)
- 1987: Hunter (Fernsehserie, 1 Folge)